# Ungerns Grand Prix 1994
Ungerns Grand Prix 1994 var det tionde av 16 lopp ingående i formel 1-VM 1994.

## Resultat
1. Michael Schumacher, Benetton-Ford, 10 poäng
2. Damon Hill, Williams-Renault, 6
3. Jos Verstappen, Benetton-Ford, 4
4. Martin Brundle, McLaren-Peugeot, 3 (varv 76, elsystem)
5. Mark Blundell, Tyrrell-Yamaha, 2
6. Olivier Panis, Ligier-Renault, 1
7. Michele Alboreto, Minardi-Ford
8. Érik Comas, Larrousse-Ford
9. Olivier Beretta, Larrousse-Ford
10. Eric Bernard, Ligier-Renault
11. David Brabham, Simtek-Ford
12. Gerhard Berger, Ferrari (72, motor)
13. Alessandro Zanardi, Lotus-Mugen Honda
14. Christian Fittipaldi, Footwork-Ford (69, transmission)

### Förare som bröt loppet
- David Coulthard, Williams-Renault (varv 59, snurrade av)
- Jean Alesi, Ferrari (58, växellåda)
- Pierluigi Martini, Minardi-Ford (58, snurrade av)
- Heinz-Harald Frentzen, Sauber-Mercedes (39, växellåda)
- Johnny Herbert, Lotus-Mugen Honda (34, elsystem)
- Andrea de Cesaris, Sauber-Mercedes (30, kollision)
- Gianni Morbidelli, Footwork-Ford (30, kollision)
- Philippe Alliot, McLaren-Peugeot (21, vattenläcka)
- Jean-Marc Gounon, Simtek-Ford (9, hantering)
- Ukyo Katayama, Tyrrell-Yamaha (0, kollision)
- Eddie Irvine, Jordan-Hart (0, kollision)
- Rubens Barrichello, Jordan-Hart (0, kollision)

### Förare som ej kvalificerade sig
- Bertrand Gachot, Pacific-Ilmor
- Paul Belmondo, Pacific-Ilmor

## VM-ställning
| Förarmästerskapet 1. Michael Schumacher, Benetton-Ford, 76 2. Damon Hill, Williams-Renault, 45 3. Gerhard Berger, Ferrari, 27 | Konstruktörsmästerskapet 1. Benetton-Ford, 81 2. Ferrari, 52 3. Williams-Renault, 49 |